# Nueva Cáceres
Nueva Cáceres est une ancienne ville des Philippines, aujourd'hui compris dans Naga.

## Histoire
Fondée en 1575 par le capitaine Pedro de Sanchez, elle tenait son nom de la ville de naissance du gouverneur général des Philippines Francisco de Sande, Caceres. En 1595, elle devient siège d'un évêché de l'Archidiocèse de Manille.
Devenue un grand centre économique de la Région de Bicol, elle est nommée capitale de la Province de Camarines.
En 1919, après la chute du régime espagnol, elle est annexée à Naga.